# Postering (regnskab)
 For alternative betydninger, se Postering. (Se også artikler, som begynder med Postering)
En postering er en registrering af en ændring af saldo til en konto.
Til posteringen angives dato, en forklarende tekst, et beløb med retning (plus/minus eller debet/kredit) og en kontoangivelse.
Ved bogføring i dobbelt bogholderi vil der altid være mindst to posteringer til en transaktion. Hver postering angår kun 1 konto og der skal gælde, at summen af ændringerne skal altid være 0 eller, hvis retningen angives ved debet og kredit, så skal summen af det angivne i de to kolonner være ens.
| Økonomi | Spire Denne artikel om økonomi er en spire som bør udbygges. Du er velkommen til at hjælpe Wikipedia ved at udvide den. |